# 中散大夫
中散大夫，中国古代官职。
汉时有中散大夫，属光祿勳，秩六百石。中散大夫在汉时属于皇帝从官的行列。无固定员额，也无固定职事，有时承担传达圣旨的任务。后随着散官系统的发展，轉變成只有秩禄没有职务的閒官，多作为加官。較為著名者有曹魏时竹林七贤中的嵇康，世称嵇中散。
元代內侍散官，正二品。